# Лоренц-Гюнтер Кестнер
Лоренц-Гюнтер Кестнер (нім. Lorenz-Günther Köstner, нар. 30 січня 1952, Валленфельс, Баварія) — німецький футболіст, що грав на позиції захисника. По завершенні ігрової кар'єри — тренер.
Виступав, зокрема, за «Боруссію» (Менхенгладбах), з якою став чемпіоном ФРН та володарем Кубка УЄФА. Як тренер працював з низкою німецьких клубів.

## Ігрова кар'єра
Вихованець клубу «Валленфельс» з однойменного рідного міста. У 1970 році він перейшов до «Баварії» (Гоф), а в 1971 році перебрався до «Гельмбрехтса», де грав до 1973 року.
Своєю грою за останню команду привернув увагу представників тренерського штабу клубу «Боруссія» (Менхенгладбах) з Бундесліги, до складу якого приєднався 1973 року. 25 серпня 1973 року дебютував у вищому західнонімецькому дивізіоні в грі проти «Вупперталера» (4:2). У сезоні 1974/75 він виграв чемпіонат ФРН з «Борусією», а також виграв з нею Кубок УЄФА. Всього відіграв за менхенгладбаський клуб два сезони своєї ігрової кар'єри.
У 1975 році Кестнер перейшов до «Баєра Юрдінген», який також грав у Бундеслізі. У сезоні 1975/76 він вилетів з командою до 2-ї Бундесліги. У 1977 році він перейшов до іншої команди цієї ліги, «Армінії» (Білефельд). Він представляв її кольори протягом чотирьох сезонів, два з яких він провів з нею в Бундеслізі та два у 2-й Бундеслізі. Більшість часу, проведеного у складі білефельдської «Армінії», був основним гравцем захисту команди. Завершив професійну кар'єру футболіста виступами за команду «Армінія» (Білефельд) у 1981 році.
За всю свою кар'єру Кестнер зіграв у 91 матчі за клуби Бундесліги, забивши 7 голів, та у 86 матчах за клуби з другого дивізіону, забивши 10 голів.

## Кар'єра тренера
Розпочав тренерську кар'єру невдовзі по завершенні кар'єри гравця, 1982 року, очоливши тренерський штаб клубу «Баварія» (Гоф). Згодом протягом 1986—1989 років очолював тренерський штаб клубу «Ройтлінген».
В липні 1989 року став головним тренером команди Другої Бундесліги «Фрайбург», після чого тренував іншу команди другого дивізіону — «Гессен».
З 1 липня 1990 року по 30 червня 1993 року він працював помічником тренера під керівництвом Крістофа Даума у «Штутгарті», з яким став чемпіоном Німеччини в 1992 році. Після цього він тренував «Штутгартер Кікерс». 
З 1994 року він тренував «Унтергахінг», з яким він піднявся з Регіональної ліги до 2-ї Бундесліги в сезоні 1994/95.
У 1997 році Кестнер став головним тренером клубу Бундесліги «Кельн». Він дебютував на посаді тренера вищого дивізіону 4 жовтня 1997 року в матчі проти «Ганзи» (2:1). У сезоні 1997/98 разом з командою посів 17-е місце в Бундеслізі і опустився з нею до 2-ї Бундесліги, після чого покинув клуб.
У 1998 році Кестнер повернувся до «Унтергахінга», який все ще виступав у Другій Бундеслізі. У сезоні 1998/99 він здобув з ним підвищення до Бундесліги, де зумів посісти там 10 місце з першої спроби. Але вже в наступному сезоні 2000/01 клуб знову вилетів у Другу Бундеслігу, і 13 вересня 2001 року Кестнер був звільнений.
З 1 жовтня 2002 по 20 грудня 2004 року Кестнер тренував «Карлсруе СК», який знаходився тоді у другій Бундеслізі. 24 грудня 2005 року він змінив Гансі Фліка на посаді головного тренера команди «Гоффенгайм 1899» з Регіональної ліги, але вже в травні наступного року Кестнер віддав своє місце Ральфу Рангніку.
17 листопада 2006 року Кестнер став новим головним тренером клубу другого дивізіону «Рот Вайс» (Ессен), але вже 21 травня 2007 року клуб вирішив не продовжувати контракт з тренером після вильоту команди до третього дивізіону.
22 грудня 2008 року було оголошено, що другу половину сезону 2008/09 замість Бернда Голлербаха Кестнер тренуватиме резервістів «Вольфсбурга». Пізніше його контракт продовжили до кінця сезону 2009/10.
25 січня 2010 року Кестнер був призначений тимчасово виконуючим обов'язки головного тренера основної команди «Вольфсбурга», замість Арміна Фе. За керівництва Кестнера «Вольфсбург» піднявся з 11 на 8 місце в турнірній таблиці і дійшов до 1/4 фіналу Ліги Європи 2009/10, проте після закінчення сезону 2009/10 у «Вольфсбурга» з'явився головний тренер. Місце Кестнера зайняв англієць Стів Макларен, а Лоренц-Гюнтер повернувся до роботи з дублем.
У жовтні 2012 року Кестнер знову став тренером першої команди «Вольфсбурга» після того, як Фелікс Магат був звільнений від своїх обов'язків. У той час команда була останньою в таблиці Бундесліги з п'ятьма очками. Кестнер знову очолив резервну команду клубу з січня 2013 року після того, як новим головним тренером основи був призначений Дітер Гекінг. Влітку 2013 року Кестнер покинув посаду і був замінений на Валер'яна Ісмаеля.
30 грудня 2013 року очолив дюссельдорфську «Фортуну», підписавши контракт до кінця сезону 2014/15, проте попрацював із командою лише півроку. З березня він перебував на лікарняному, а виконував обов'язки тренер воротарів Олівер Рек. Згодом клуб домовилися про дострокове розірвання контракту з тренером після 72 днів хвороби.

## Титули і досягнення
- Чемпіон ФРН (1):

«Боруссія» (Менхенгладбах): 1974/75
- Володар Кубка УЄФА (1):

«Боруссія» (Менхенгладбах): 1974/75